# Thương mại song phương
Thương mại song phương hoặc thương mại thanh toán bù trừ là thương mại độc quyền giữa hai quốc gia, đặc biệt là thương mại trao đổi dựa trên các thỏa thuận song phương giữa các chính phủ và không sử dụng tiền cứng để thanh toán. Các hiệp định thương mại song phương thường nhằm mục đích giữ thâm hụt thương mại ở mức tối thiểu bằng cách giữ một tài khoản thanh toán bù trừ nơi thâm hụt sẽ tích lũy.
Liên Xô đã tiến hành thương mại song phương với hai quốc gia, Ấn Độ và Phần Lan. Về phía Liên Xô, thương mại đã được quốc hữu hóa, nhưng mặt khác, các nhà tư bản tư nhân cũng đàm phán các thỏa thuận. Mối quan hệ với các chính trị gia phụ trách chính sách đối ngoại đặc biệt quan trọng đối với những doanh nhân như vậy. Khung giới hạn hàng hóa giao dịch đối với những sản phẩm được sản xuất trong nước và do đó, tạo thành một khoản trợ cấp cho ngành công nghiệp trong nước.
Thương mại song phương rất phổ biến trong giới kinh doanh Phần Lan, vì nó cho phép thực hiện các đơn đặt hàng rất lớn, ngoài ra với các yêu cầu ít nghiêm ngặt hơn về độ tinh vi hoặc chất lượng, nếu so với các thị trường phương Tây. Phía Liên Xô được thúc đẩy tham gia thanh toán bù trừ vì sự sắp xếp về cơ bản cung cấp tín dụng giá rẻ. Lựa chọn là bán nghĩa vụ cho thị trường quốc tế và trả lãi bằng tiền cứng. Vốn, chẳng hạn như tàu phá băng, toa xe lửa hoặc hàng tiêu dùng, có thể được lấy từ Phần Lan, và chi phí đơn giản sẽ trở thành thâm hụt tài khoản, cuối cùng được trả lại như dầu thô, hoặc như các đơn đặt hàng như nhà máy điện hạt nhân (Loviisa I và II).
Thương mại thanh toán bù trừ phổ biến nhất cho đến những năm 1970, nhưng bắt đầu mất đi tính phổ biến của nó vào những năm 1980. Trong những năm cuối cùng, nợ của Liên Xô bắt đầu tích lũy với tốc độ đáng báo động vào các tài khoản thanh toán bù trừ. Do đó, Liên Xô bắt đầu trả thâm hụt bằng dầu, một loại hàng hóa có ít giá trị gia tăng và dễ dàng trao đổi với tiền tệ cứng, vốn đi ngược lại với nguyên tắc thương mại song phương. Với sự giải thể của Liên Xô, hình thức thương mại này hầu hết đã biến mất. Thương mại song phương là một biểu hiện của song phương; ngược lại, ism đa phương và đặc biệt là các hiệp định thương mại đa phương trở nên quan trọng hơn.
Hàng hóa chiến lược, như công nghệ hạt nhân, vẫn được giao dịch song phương chứ không phải trong một thị trường mở đa phương

## Sách tham khảo
- Juri Piskulov: Näin teimme idänkauppaa. Ajatus-kirjat, Gummerus, 2009.
- Juhani Laurila: Hệ thống thanh toán và thương mại thanh toán bù trừ Phần Lan-Liên Xô: Lịch sử và bài học, Suomen Pankki 1995.